# Västernorrland (hạt)
Hạt Västernorrland (Västernorrlands län) là một hạt hay län ở phía bắc Thụy Điển. Hạt này giáp các hạt Gävleborg, Jämtland, Västerbotten và vịnh Bothnia.

## Các tỉnh
Hạt Västernorrland nằm gần như bao phủ tỉnh Ångermanland và Medelpad.

## Các đô thị
- Härnösand
- Kramfors
- Sollefteå
- Sundsvall
- Timrå
- Ånge
- Örnsköldsvik